# Abaurrea Baja
Abaurrea Baja (em castelhano) ou Abaurrepea (em basco) é um município da Espanha na província e comunidade autónoma de Navarra. Tem 10,89 km² de área e em 2021 tinha 29 habitantes (densidade: 2,7 hab./km²).

## Demografia
| Variação demográfica do município entre 1991 e 2004 | Variação demográfica do município entre 1991 e 2004 | Variação demográfica do município entre 1991 e 2004 | Variação demográfica do município entre 1991 e 2004 |
| --------------------------------------------------- | --------------------------------------------------- | --------------------------------------------------- | --------------------------------------------------- |
| 1991                                                | 1996                                                | 2001                                                | 2004                                                |
| 53                                                  | 48                                                  | 47                                                  | 42                                                  |